# Neperigea suffusa
Neperigea suffusa là một loài bướm đêm trong họ Noctuidae.